# Histagonia
Histagonia is een monotypisch geslacht van spinnen uit de  familie van de Theridiidae (Kogelspinnen).

## Soort
- Histagonia deserticola Simon, 1895